# Diphucephala sordida
Diphucephala sordida är en skalbaggsart som beskrevs av Blackburn 1906. Diphucephala sordida ingår i släktet Diphucephala och familjen Melolonthidae. Inga underarter finns listade i Catalogue of Life.